# Pandercetes plumipes
Pandercetes plumipes là một loài nhện trong họ Sparassidae.
Loài này thuộc chi Pandercetes. Pandercetes plumipes được Carl Ludwig Doleschall miêu tả năm 1859.